# Приче о јунацима
„Приче о јунацима” је југословенски ТВ филм из 1963. године. Режирао га је Здравко Шотра а сценарио је написала Вера Црвенчанин по делу Бранка Ћопића.

## Улоге
| Глумац                     | Улога |
| -------------------------- | ----- |
| Милан Ајваз                |       |
| Богић Бошковић             |       |
| Драгомир Фелба             |       |
| Рахела Ферари              |       |
| Иван Костић                |       |
| Славко Симић               |       |
| Властимир Ђуза Стојиљковић |       |
| Љуба Тадић                 |       |